# アール (ゲーム会社)
株式会社アールは、日本のコンピューターゲーム会社。

## 開発タイトル
- Jリーグエキサイトステージ（スーパーファミコン-1996）Jリーグエキサイトステージ'96
- Rugrats：Totally Angelica （PlayStation -2001）
- スクービードゥーとサイバーチェイス（PlayStation-2001 ）
- ブリトニーのダンスビート（ゲームボーイアドバンス-2002 ）
- ディズニープリンセス-（ゲームボーイアドバンス-2003）
- Oddworld：Munch's Oddysee （ゲームボーイアドバンス-2003 ）
- スペースチャンネル5：ウララの宇宙攻撃（ゲームボーイアドバンス-2003 ）
- フラッシュアウェイ（ニンテンドーDS -2006）
- Every Extend Extra- （ PlayStation Portable -2006 / 2007）
- ガンペイ-（PlayStation Portable-2006/2007 ）
- 犬夜叉神の宝石の秘密（ニンテンドーDS-2007）
- Ed、Edd n Eddy：Scam of the Century （ニンテンドーDS-2007）
- ひつじのショーン（ニンテンドーDS-2008）
- コラライン：言葉にはあまりにも奇妙な冒険（ニンテンドーDS-2009）
- ひつじのショーン：頭から離れて（ニンテンドーDS-2009）
- Ant Nation （ニンテンドーDSとWii -2009）
- アストロボーイ：ビデオゲーム（ニンテンドーDS-2009）
- ドリームトリガー3D（ニンテンドー3DS-2011）
- ファミリーパーティー：30 Great Games Obstacle Arcade （Wii U-2012） [1]
- 琴玉：藤沢の7つの謎（Microsoft Windows、Nintendo Switch、PlayStation 4-2019） [2]